# Breaking the Frame
Pour plus de détails, voir Fiche technique et Distribution.
Breaking the Frame est un film documentaire expérimental québécois réalisé par Marielle Nitoslawska,. Le film, consacré à l'artiste multidisciplinaire américaine Carolee Schneemann, est présenté en première mondiale le 2 septembre 2012 au Festival du film de Telluride.

## Synopsis
Long métrage documentaire à la forme débridée, Breaking the Frame offre un portrait morcelé de Carolee Schneemann, artiste multidisciplinaire new-yorkaise. Pionnière de l'art performance, de l'art féministe et du cinéma d'avant-garde, Schneemann a brisé les cadres du monde de l'art en défiant les tabous érigés contre la sexualité et le corps féminins. Retraçant plus de cinq décennies de création artistique, Breaking the Frame constitute une intervention cinématographique tout en mouvement, une méditation critique sur les liens intimes qui unissent l'art et la vie,.
Il s'agit du premier long métrage réalisé sur le parcours de Carolee Schneemann.

## Fiche technique
- Titre original : Breaking the Frame
- Réalisation : Marielle Nitoslawska
- Scénario : Marielle Nitoslawska
- Musique : James Tenney
- Photographie : Marielle Nitoslawska
- Conception sonore : Catherine Van Der Donckt et Benoît Dame
- Montage : Monique Dartonne
- Production : Marielle Nitoslawska
- Société de production : Possible Movements
- Société de distribution : Video Data Bank
- Pays d'origine :  Canada ( Québec)
- Langue originale : anglais
- Genre : documentaire
- Durée : 100 minutes
- Dates de sortie : 
  - États-Unis : 2 septembre 2012 (Festival du film de Telluride)
  - Canada : 17 octobre 2012 (Festival du Nouveau Cinéma)
  - Royaume-Uni : 19 octobre 2012 (Festival du film de Londres)

## Production
La production du film s'échelonne sur sept années, au cours desquelles Marielle Nitoslawska côtoie et filme Schneemann dans l'intimité de sa demeure d'upstate New York, s'imprégnant simultanément de ses archives personnelles et son œuvre. Le film est réalisé peu de temps avant que les archives de Schneemann – rassemblant des centaines de cassettes audio, de journaux, de lettres, de photographies, de bobines de pellicule et même un animal de compagnie embaumé – soient transférées de sa demeure à l'Université Stanford où elles sont aujourd'hui conservées.
À la suite des attentats du 11 septembre 2001, Schneemann loue un atelier à Montréal et les deux artistes se trouvent réunies dans la même ville, proximité géographique qui annonce le début de la collaboration qui menant à la réalisation du documentaire.

## Analyse
Pour capter l'essence de la vie et de l'art de Schneemann, Nitoslawska aborde l'artiste comme l'artiste aborde son art, c'est-à-dire comme un collage mémoriel multimédia et libre. Elle s'approprie les questionnements qui traversent l'artiste ― l'enchaînement des plans et la relation entre les images et les sons ― tout autant que les supports d'enregistrement qui documentent son œuvre, allant du 8 mm à la vidéo.

L'artiste se met en scène dans son rôle de cinématographe et de narratrice, reliant les morceaux de vie collectés par Schneemann et formulant des réponses narrées de sa propre voix au long du film. Sa présence se manifeste également lorsqu'elle apparait de temps à autre dans le reflet d'un miroir, affirmant sa propre subjectivité et sa relation aux documents exposés, ainsi qu'à Schneemann elle-même. Plutôt que de procéder par une chronologie historique conventionnelle, elle organise le film par thématiques:
Chaque séquence se relie conceptuellement a diverses dimensions corporelles (le corps étant essentiel à l’œuvre de Schneemann). Nous avons donc le corps historique, qui interroge la façon dont les histoires de l'art sont écrites; le corps sexué/genré comme source d'énergies vitales; le corps politique, activement engagé dans le zeitgeist; le corps maternel/mortel, où la vie est donnée puis prise; le corps relationnel, qui dévoile l'amour, la violence et les corrélations sociales... Et ainsi de suite. Chaque section adopte une forme concentrique, comme une poupée russe. Au fond, elle est toujours composée d'autres éléments, qui se retrouvent en son cœur, comme par exemple l'idée de disloquer le temps et l'espace, d'esquiver le caractère concret du documentaire, d'étendre et d'incarner le lien art-vie du film (traduction).

## Distinctions

### Sélections
- 2012 : Sélection officielle du Festival du film de Telluride
- 2012 : Sélection officielle du Festival du Nouveau Cinéma
- 2012 : Sélection officielle du Festival du film de Londres, section Experimenta
- 2013 : Sélection officielle du Festival du film de Glasgow
- 2013 : Sélection officielle du Festival du film de New York, section Views from the Avant-Garde
- 2013 : Sélection officielle du Festival international du film de Cleveland
- 2013 : Sélection officielle du Festival du film américain en Pologne (en)